# Équipe de Suisse de football en 2010
Cet article présente l'année 2010 pour l'équipe de Suisse de football.

## Résumé de l'année
Après s'être qualifiée pour la Coupe du monde en 2009 en terminant première de son groupe de qualification, la Nati entame 2010 par trois matches amicaux peu convaincants en perdant 3-1 contre l'Uruguay et 1-0 contre le Costa Rica. La Nati relève ensuite la tête lors de son dernier match amical contre l'Italie (1-1).
Pour son début du Mondial, les Suisses créent la surprise en battant en phase de poules l'équipe d'Espagne, championne d'Europe en titre et futur vainqueur de la compétition, par un but à zéro grâce à une réussite de Gelson Fernandes, et ce, en dépit de la blessure d'un des piliers de la défense suisse Philippe Senderos. Le deuxième match est plus difficile : réduits à dix dès la demi-heure de jeu à la suite de l'expulsion de Valon Behrami, les joueurs d'Ottmar Hitzfeld s'inclinent face à une séduisante équipe chilienne. Lors du troisième match, contre le Honduras, une victoire par deux buts d'écart suffisait aux Suisses pour se qualifier, mais les rouges passent à côté de leur match, terminant leur Mondial sur un match nul 0-0 et finissant troisième de leur groupe.
En septembre, l'équipe de Suisse commence sa campagne en vue de l'Euro 2012 avec un match amical contre l'Autriche (1-0) et contre l'Australie (0-0). Puis la Nati débute les éliminatoires en perdant ses deux premiers matchs contre l'Angleterre (3-1) et contre le Monténégro (1-0). Enfin, lors de son troisième match des éliminatoires, la Suisse se montre beaucoup plus convaincante en gagnant le Pays de Galles 4-1, à Bâle. Le dernier match de l'année contre l'Ukraine (2-2) remet en confiance la Nati et surtout Alexander Frei qui marque ses deux premiers buts de l'année.

## Bilan
|           | Nombre de matchs | Victoires | Défaites | Matchs nul | Buts marqués | Buts encaissés |
| Domicile  | 7                | 1         | 2        | 4          | 9            | 11             |
| Extérieur | 2                | 1         | 0        | 1          | 1            | 1              |
| Neutre    | 3                | 1         | 1        | 1          | 1            | 1              |
| Total     | 12               | 3         | 3        | 6          | 11           | 13             |

## Les joueurs
| Joueurs              | Drapeau de l'Uruguay | Drapeau du Costa Rica | Drapeau de l'Italie | Drapeau de l'Espagne | Drapeau du Chili | Drapeau du Honduras | Drapeau de l'Autriche | Drapeau de l'Australie | Drapeau de l'Angleterre | Drapeau du Monténégro | Drapeau du pays de Galles | Drapeau de l'Ukraine |
| Gardiens de but      |                      |                       |                     |                      |                  |                     |                       |                        |                         |                       |                           |                      |
| Diego Benaglio       | -                    | 90 min                | 46e                 | 90 min               | 90 min           | 90 min              | 90 min                | -                      | 90 min                  | -                     | 7e                        | -                    |
| Marco Wölfli         | 90 min               | -                     | 46e                 | -                    | -                | -                   | -                     | 90 min                 | -                       | 90 min                | 8e                        | 90 min               |
| Johnny Leoni         | -                    | -                     | -                   | -                    | -                | -                   | -                     | -                      | -                       | -                     | -                         | -                    |
| Défenseurs           |                      |                       |                     |                      |                  |                     |                       |                        |                         |                       |                           |                      |
| Mario Eggimann       | -                    | -                     | -                   | 90+4e                | -                | -                   | 46e                   | -                      | -                       | -                     | -                         | -                    |
| Stéphane Grichting   | 90 min               | 46e                   | 90 min              | 90 min               | 90 min           | 90 min              | 46e                   | 45e                    | 90 min                  | 90 min                | 90 min                    | -                    |
| Stephan Lichtsteiner | 90 min               | 90 min                | 90 min              | 90 min               | 90 min           | 90 min              | 90 min                | 45e                    | 65e                     | -                     | 90 min                    | 71e                  |
| Ludovic Magnin       | -                    | -                     | 81e                 | -                    | -                | -                   | -                     | -                      | -                       | -                     | -                         | -                    |
| Philippe Senderos    | -                    | 90 min                | 90 min              | 36e                  | -                | -                   | -                     | -                      | -                       | -                     | -                         | -                    |
| Steve von Bergen     | 46e                  | 46e                   | -                   | 36e                  | 90 min           | 90 min              | -                     | 46e                    | 90 min                  | 90 min                | 90 min                    | 71e                  |
| Christoph Spycher    | 46e                  | -                     | -                   | -                    | -                | -                   | -                     | -                      | -                       | -                     | -                         | -                    |
| Reto Ziegler         | 46e                  | 90 min                | 81e                 | 90 min               | 90 min           | 90 min              | 90 min                | 70e                    | 90 min                  | 90 min                | 90 min                    | 90 min               |
| Jonathan Rossini     | 46e                  | -                     | -                   | -                    | -                | -                   | -                     | -                      | -                       | -                     | -                         | -                    |
| François Affolter    | -                    | -                     | -                   | -                    | -                | -                   | 90 min                | 90 min                 | -                       | -                     | -                         | 90 min               |
| Johan Djourou        | -                    | -                     | -                   | -                    | -                | -                   | -                     | -                      | -                       | -                     | -                         | 90 min               |
| Milieux              |                      |                       |                     |                      |                  |                     |                       |                        |                         |                       |                           |                      |
| Tranquillo Barnetta  | 46e                  | 76e                   | 58e                 | 90+4e                | 42e              | 90 min              | -                     | -                      | -                       | 67e                   | 90 min                    | 46e                  |
| Valon Behrami        | 75e                  | -                     | 58e                 | -                    | 31 min           | -                   | -                     | -                      | -                       | -                     | -                         |                      |
| Davide Chiumiento    | 46e                  | -                     | -                   | -                    | -                | -                   | -                     | -                      | -                       | -                     | -                         | -                    |
| David Degen          | -                    | -                     | -                   | -                    | -                | -                   | -                     | 69e                    | 63e                     | -                     | -                         | 84e                  |
| Gelson Fernandes     | 75e                  | 61e                   | 88e                 | 90 min               | 77e              | 46e                 | 81e                   | 90 min                 | -                       | -                     | 90e                       | 46e                  |
| Benjamin Huggel      | -                    | 61e                   | 90 min              | 90 min               | 90 min           | 78e                 | -                     | -                      | -                       | -                     | -                         | -                    |
| Gökhan Inler         | 90 min               | 61e                   | 90 min              | 90 min               | 90 min           | 90 min              | 90 min                | 45e                    | 90 min                  | 90 min                | 90 min                    | 46e                  |
| Marco Padalino       | -                    | 64e                   | -                   | -                    | -                | -                   | 58e                   | -                      | -                       | -                     | -                         | -                    |
| Pirmin Schwegler     | 46e                  | 61e                   | -                   | -                    | -                | -                   | 81e                   | 46e                    | 82e                     | 90 min                | 89e                       | 66e                  |
| Xherdan Shaqiri      | 46e                  | 64e                   | 88e                 | -                    | -                | 78e                 | 58e                   | 46e                    | 46e                     | 66e                   | -                         | 46e                  |
| Hakan Yakın          | -                    | -                     | 75e                 | 79e                  | -                | 46e                 | 71e                   | -                      | -                       | 76e                   | -                         | 90 min               |
| Valentin Stocker     | -                    | -                     | -                   | -                    | -                | -                   | 75e                   | -                      | -                       | 75e                   | 90 min                    | 84e                  |
| Attaquants           |                      |                       |                     |                      |                  |                     |                       |                        |                         |                       |                           |                      |
| Eren Derdiyok        | 90 min               | 64e                   | 68e                 | 79e                  | 68e              | 90 min              | 71e                   | 45e                    | 90 min                  | 67e                   | 79e                       | -                    |
| Albert Bunjaku       | 46e                  | 76e                   | -                   | -                    | 77e              | -                   | 75e                   | 90 min                 | -                       | -                     | -                         | -                    |
| Alexander Frei       | -                    | -                     | 75e                 | -                    | 42e              | 69e                 | -                     | 66e                    | 90 min                  | 90 min                | 78e                       | 76e                  |
| Marco Streller       | 46e                  | -                     | -                   | -                    | -                | -                   | -                     | -                      | 64e                     | 66e                   | 90 min                    | -                    |
| Blaise Nkufo         | -                    | 64e                   | 68e                 | 90 min               | 68e              | 69e                 | -                     | -                      | -                       | -                     | -                         | -                    |
| Nassim Ben Khalifa   | -                    | -                     | -                   | -                    | -                | -                   | 71e                   | -                      | -                       | -                     | -                         | 76e                  |
| Moreno Costanzo      | -                    | -                     | -                   | -                    | -                | -                   | 71e                   | -                      | -                       | -                     | -                         | 66e                  |

## Matchs et résultats
| Match amical                                    | Suisse           | 1 - 3   | Uruguay                              | AFG Arena, Saint-Gall                           |                                                 |
| 3 mars 2010 · 20h15 · Historique des rencontres | Inler 29e (pen.) | (1 - 1) | 35e Forlán · 49e Suarez · 87e Cavani | Spectateurs : 12 500 Arbitrage : Nicola Rizzoli | Spectateurs : 12 500 Arbitrage : Nicola Rizzoli |
| 3 mars 2010 · 20h15 · Historique des rencontres | Rapport          |         |                                      | Spectateurs : 12 500 Arbitrage : Nicola Rizzoli | Spectateurs : 12 500 Arbitrage : Nicola Rizzoli |

| Match amical                                      | Suisse  | 0 - 1   | Costa Rica | Stade de Tourbillon, Sion                         |                                                   |
| 1er juin 2010 · 20h15 · Historique des rencontres |         | (0 - 0) | 57e Parks  | Spectateurs : 11 300 Arbitrage : Anthony Buttimer | Spectateurs : 11 300 Arbitrage : Anthony Buttimer |
| 1er juin 2010 · 20h15 · Historique des rencontres | Rapport |         |            | Spectateurs : 11 300 Arbitrage : Anthony Buttimer | Spectateurs : 11 300 Arbitrage : Anthony Buttimer |

| Match amical                                    | Suisse    | 1 - 1   | Italie           | Stade de Genève, Genève                           |                                                   |
| 5 juin 2010 · 20h45 · Historique des rencontres | Inler 10e | (1 - 1) | 14e Quagliarella | Spectateurs : 30 000 Arbitrage : Hervé Piccirillo | Spectateurs : 30 000 Arbitrage : Hervé Piccirillo |
| 5 juin 2010 · 20h45 · Historique des rencontres | Rapport   |         |                  | Spectateurs : 30 000 Arbitrage : Hervé Piccirillo | Spectateurs : 30 000 Arbitrage : Hervé Piccirillo |

| Coupe du monde 2010: 1er tour                    | Espagne | 0 - 1   | Suisse        | Stade Moses-Mabhida, Durban                  |                                              |
| 16 juin 2010 · 16h00 · Historique des rencontres |         | (0 - 0) | 52e Fernandes | Spectateurs : 62 453 Arbitrage : Howard Webb | Spectateurs : 62 453 Arbitrage : Howard Webb |
| 16 juin 2010 · 16h00 · Historique des rencontres | Rapport |         |               | Spectateurs : 62 453 Arbitrage : Howard Webb | Spectateurs : 62 453 Arbitrage : Howard Webb |

| Coupe du monde 2010: 1er tour                    | Chili        | 1 - 0   | Suisse | Nelson Mandela Bay Stadium, Port Elizabeth        |                                                   |
| 21 juin 2010 · 16h00 · Historique des rencontres | González 75e | (0 - 0) |        | Spectateurs : 34 872 Arbitrage : Khalil Al Ghamdi | Spectateurs : 34 872 Arbitrage : Khalil Al Ghamdi |
| 21 juin 2010 · 16h00 · Historique des rencontres | Rapport      |         |        | Spectateurs : 34 872 Arbitrage : Khalil Al Ghamdi | Spectateurs : 34 872 Arbitrage : Khalil Al Ghamdi |

| Coupe du monde 2010: 1er tour                    | Suisse  | 0 - 0 | Honduras | Free State Stadium, Bloemfontein                 |                                                  |
| 25 juin 2010 · 20h30 · Historique des rencontres |         |       |          | Spectateurs : 34 872 Arbitrage : Héctor Baldassi | Spectateurs : 34 872 Arbitrage : Héctor Baldassi |
| 25 juin 2010 · 20h30 · Historique des rencontres | Rapport |       |          | Spectateurs : 34 872 Arbitrage : Héctor Baldassi | Spectateurs : 34 872 Arbitrage : Héctor Baldassi |

| Match amical                                     | Autriche | 0 - 1   | Suisse       | Hypo Group Arena, Klagenfurt                           |                                                        |
| 11 août 2010 · 20h30 · Historique des rencontres |          | (0 - 0) | 73e Costanzo | Spectateurs : 18 000 Arbitrage : Antonio Rubinos Pérez | Spectateurs : 18 000 Arbitrage : Antonio Rubinos Pérez |
| 11 août 2010 · 20h30 · Historique des rencontres | Rapport  |         |              | Spectateurs : 18 000 Arbitrage : Antonio Rubinos Pérez | Spectateurs : 18 000 Arbitrage : Antonio Rubinos Pérez |

| Match amical                                         | Suisse  | 0 - 0 | Australie | AFG Arena, Saint-Gall                             |                                                   |
| 3 septembre 2010 · 20h15 · Historique des rencontres |         |       |           | Spectateurs : 14 660 Arbitrage : Thomas Einwaller | Spectateurs : 14 660 Arbitrage : Thomas Einwaller |
| 3 septembre 2010 · 20h15 · Historique des rencontres | Rapport |       |           | Spectateurs : 14 660 Arbitrage : Thomas Einwaller | Spectateurs : 14 660 Arbitrage : Thomas Einwaller |

| Éliminatoires Euro 2012                              | Suisse      | 1 - 3   | Angleterre                          | Parc Saint-Jacques, Bâle                        |                                                 |
| 7 septembre 2010 · 20h45 · Historique des rencontres | Shaqiri 71e | (0 - 1) | 10e Rooney · 69e Johnson · 88e Bent | Spectateurs : 37 500 Arbitrage : Nicola Rizzoli | Spectateurs : 37 500 Arbitrage : Nicola Rizzoli |
| 7 septembre 2010 · 20h45 · Historique des rencontres | Rapport     |         |                                     | Spectateurs : 37 500 Arbitrage : Nicola Rizzoli | Spectateurs : 37 500 Arbitrage : Nicola Rizzoli |

| Éliminatoires Euro 2012                            | Monténégro  | 1 - 0   | Suisse | Podgorica City Stadium, Podgorica                           |                                                             |
| 8 octobre 2010 · 20h30 · Historique des rencontres | Vučinić 68e | (0 - 0) |        | Spectateurs : 12 700 Arbitrage : Eduardo Iturralde González | Spectateurs : 12 700 Arbitrage : Eduardo Iturralde González |
| 8 octobre 2010 · 20h30 · Historique des rencontres | Rapport     |         |        | Spectateurs : 12 700 Arbitrage : Eduardo Iturralde González | Spectateurs : 12 700 Arbitrage : Eduardo Iturralde González |

| Éliminatoires Euro 2012                             | Suisse                                           | 4 - 1   | Pays de Galles | Parc Saint-Jacques, Bâle                     |                                              |
| 12 octobre 2010 · 20h30 · Historique des rencontres | Stocker 8e 89e · Streller 21e · Inler 82e (pen.) | (2 - 1) | 13e Bale       | Spectateurs : 26 000 Arbitrage : Alain Hamer | Spectateurs : 26 000 Arbitrage : Alain Hamer |
| 12 octobre 2010 · 20h30 · Historique des rencontres | Rapport                                          |         |                | Spectateurs : 26 000 Arbitrage : Alain Hamer | Spectateurs : 26 000 Arbitrage : Alain Hamer |

| Match amical                                         | Suisse       | 2 - 2   | Ukraine                      | Stade de Genève, Genève                          |                                                  |
| 11 novembre 2010 · 20h15 · Historique des rencontres | Frei 39e 61e | (1 - 0) | 47e Aliyev · 75e Konoplyanka | Spectateurs : 11 000 Arbitrage : Serge Gummienny | Spectateurs : 11 000 Arbitrage : Serge Gummienny |
| 11 novembre 2010 · 20h15 · Historique des rencontres | Rapport      |         |                              | Spectateurs : 11 000 Arbitrage : Serge Gummienny | Spectateurs : 11 000 Arbitrage : Serge Gummienny |

## Classement des buteurs
| Buteur           | Compétition officielle | Matchs amicaux | Total |
| ---------------- | ---------------------- | -------------- | ----- |
| Gökhan Inler     | 1                      | 2              | 3     |
| Valentin Stocker | 2                      | 0              | 2     |
| Alexander Frei   | 0                      | 2              | 2     |
| Gelson Fernandes | 1                      | 0              | 1     |
| Xherdan Shaqiri  | 1                      | 0              | 1     |
| Marco Streller   | 1                      | 0              | 1     |
| Moreno Costanzo  | 0                      | 1              | 1     |